# دانکو ماتلیان
دانکو ماتلیان (انگلیسی: Danko Matrljan؛ زادهٔ ۴ مارس ۱۹۶۰) بازیکن سابق فوتبال اهل کرواسی است.